# Оливковые морские змеи
Оливковые морские змеи (лат. Aipysurus) — род змей из семейства аспидов.

## Описание

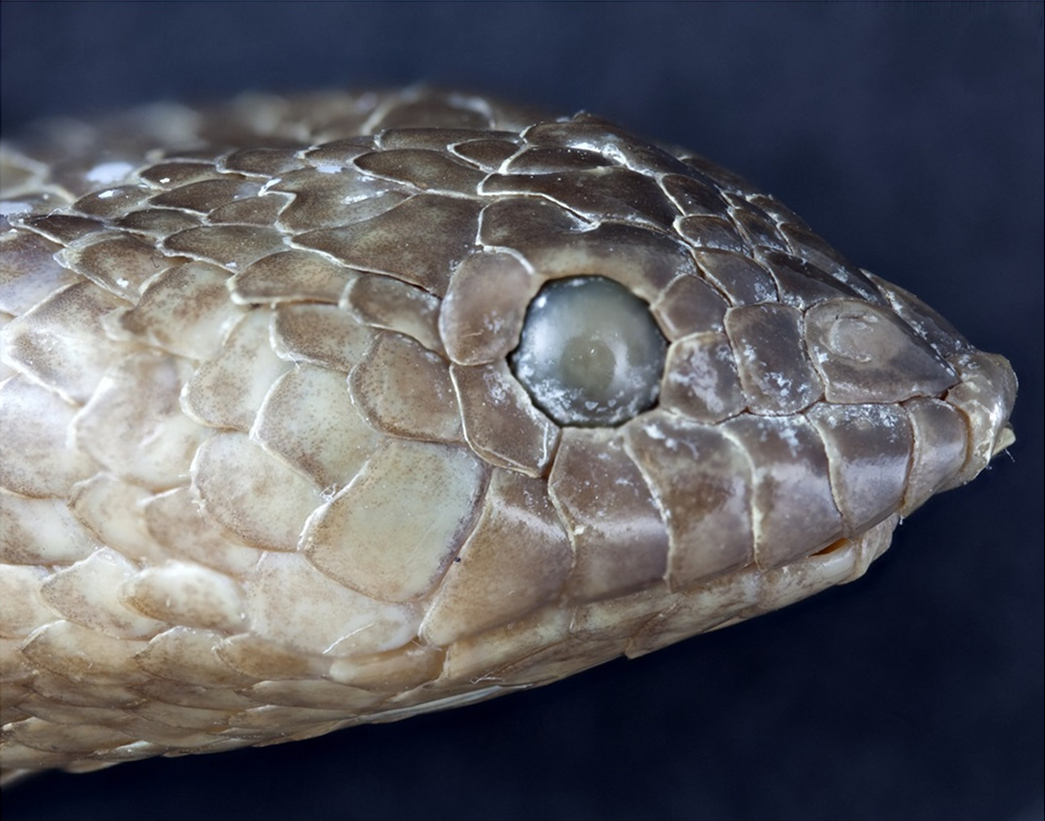
Aipysurus foliosquama

Общая длина представителей этого рода колеблется от 80 см до 1,5 м. Этих змей относят к примитивным морских змеям. Голова небольшая, несколько вытянутая. Туловище плотное, хвост довольно длинный и плоский. Имеют на брюшной стороне ряд поперечно расширенных щитков. Ядовитые клыки расположено на передней части верхнечелюстной кости. Позади них есть до 10 простых зубов. Окраска коричневая, оливковая, желтоватая или кремовая с различными оттенками.
Яд один из наиболее опасных среди морских змей.

## Образ жизни
Всю жизнь проводят в море, наиболее часто встречаются среди коралловых рифов. Здесь они подстерегают добычу и скрываются от врагов. Питаются мелкой рыбой.

## Размножение
Это живородящие змеи.

## Распространение
Живут от западной части Индийского океана до западных районов Тихого океана.

## Классификация
На сентябрь 2018 года в род включают 9 видов:
- Aipysurus apraefrontalis Smith, 1926
- Aipysurus duboisii Bavay, 1869 — Оливковая морская змея Бавая
- Aipysurus eydouxii (Gray, 1849) — Оливковая морская змея Грея
- Aipysurus foliosquama Smith, 1926
- Aipysurus fuscus (Tschudi, 1837) — Бурая морская змея
- Aipysurus laevis Lacépède, 1804 — Гладкая морская змея
- Aipysurus mosaicus Sanders et al., 2012
- Aipysurus pooleorum Smith, 1974
- Aipysurus tenuis Lönnberg & Andersson, 1913 — Тонкая морская змея